# Asura chromatica
Asura chromatica là một loài bướm đêm thuộc phân họ Arctiinae, họ Erebidae.